# 柳家的
柳家的，红楼梦人物，贾府内厨房女役，柳五儿之母。曾想通过芳官把五儿送往怡红院应名，但是因为贾宝玉那时病着，没有说得。又因一碗炖鸡蛋得罪了丫头司棋等人。玫瑰露失窃一案，她与五儿被怀疑是偷窃者。司棋的婶娘秦显家的接管了她的职位。冤情大白后，又回到内厨房管事。 